# Ram Soffer
Ram Soffer (ur. 6 września 1965) – izraelski szachista, arcymistrz od 1994 roku.

## Kariera szachowa
W turniejach międzynarodowych zaczął startować w drugiej połowie lat 80. XX wieku. W 1990 r. uczestniczył w turnieju strefowym (eliminacji mistrzostw świata) w Bernie, zajmując VIII miejsce. W 1993 r. zwyciężył (wspólnie z m.in. Michaelem Oratovskim) w Tel Awiwie oraz zajął II m. (za Walerijem Łoginowem) w cyklicznym turnieju First Saturday (FS06 GM) w Budapeszcie, a w kolejnej edycji (FS09 GM) podzielił III m. (za Walerijem Łoginowem i Wadimem Miłowem, wspólnie z Peterem Lukacsem). W 1994 r. podzielił V-VI m. w finale indywidualnych mistrzostw Izraela oraz zwyciężył (wspólnie z Ronenem Levem) w Tel Awiwie. Pod koniec lat 90. odniósł kolejne sukcesy w turniejach First Saturday: w 1998 r. podzielił I m. (FS08 GM, wspólnie z Peterem Lukacsem), a w 1999 r. zajął II m. (FS10 GM, za Bu Xiangzhim). Od 2000 r. w turniejach klasyfikowanych przez Międzynarodową Federację Szachową startuje bardzo rzadko.
Najwyższy ranking w karierze osiągnął 1 stycznia 1995 r., z wynikiem 2535 punktów dzielił wówczas 9-10. miejsce wśród izraelskich szachistów.
W 1998 r. został drugim w historii (po Jonathanie Mestelu) szachistą z tytułem arcymistrza w grze klasycznej, który otrzymał tytuł arcymistrza w dziedzinie rozwiązywania zadań szachowych. Na liście rankingowej w dniu 1 kwietnia 2014 r. dotyczącej rozgrywek w rozwiązywaniu zadań zajmował 6. miejsce na świecie z wynikiem 2682 punktów.